# 광명시 (2000년 선거구)
광명시는 대한민국의 옛 국회의원 선거구이다. 당시 경기도 광명시 지역을 관할했다.

## 역사
대한민국 제16대 국회의원 선거를 앞두고 광명시 갑 선거구와 광명시 을 선거구가 통합되면서 신설되었다. 
대한민국 제17대 국회의원 선거를 앞두고 광명시 선거구가 광명시 갑, 광명시 을 선거구로 분구되면서 폐지되었다.

## 역대 국회의원
| 선거   | 정당 | 정당     | 의원   |
| ------ | ---- | -------- | ------ |
| 2000년 |      | 한나라당 | 박혁규 |
| 2002년 |      | 한나라당 | 전재희 |

## 역대 선거 결과

### 대한민국 제16대 국회의원 선거
|  | 47.35% |

|  | 46.03% |

|  | 6.60% |

### 2002년 대한민국 재보궐선거
|  | 56.4% |

|  | 42.0% |

|  | 1.6% |